# Protanancus
Il protananco (gen. Protanancus) è un proboscidato estinto, appartenente agli amebelodontidi. Visse nel Miocene medio (circa 18 - 11 milioni di anni fa) e i suoi resti fossili sono stati ritrovati in Africa, in Europa e in Asia.

## Descrizione
Questo animale, della taglia di un attuale elefante asiatico, era piuttosto simile all'elefante arcaico Gomphotherium. Tuttavia, la sinfisi mandibolare di questa specie era stretta e allungata, e possedeva due zanne terminali appiattite. Un'indagine riguardante la struttura delle zanne inferiori ha rivelato che quelle di Protanancus erano dotate di strutture concentriche, come quelle della maggior parte dei proboscidati (anche quelli attuali), mentre quelle dell'affine Platybelodon avevano strutture tubolari.

## Classificazione
Protanancus venne descritto da Arambourg nel 1945. Di questo animale sono note varie specie: le asiatiche P. chinjiensis, P. brevirostris e P. tobieni, e l'africana P. macinnesi. I resti più recenti sono quelli africani e quelli provenienti dalla zona dei monti Siwaliks. Si suppone che questo animale si sia evoluto da Gomphotherium, e si sia sviluppato nel corso di milioni di anni per poi dare origine ad altri animali simili come Platybelodon o Amebelodon. Protanancus è inoltre affine ad Archaeobelodon. Altri fossili sono stati ritrovati in Bulgaria.

## Paleobiologia
I fossili di Protanancus in Cina sono stati ritrovati negli stessi luoghi in cui sono stati ritrovati quelli di Platybelodon. Tuttavia, sembra che dopo aver convissuto per almeno due milioni di anni, Platybelodon sia sopravvissuto e Protanancus si sia estinto. Solo nella zona in cui Platybelodon non era presente (i Siwalik) Protanancus prosperava ancora. La forma delle mandibole dei due animali indica che avevano lo stesso stile di vita, con zanne a pala che potevano raccogliere materiale vegetale. Tuttavia, la struttura tubolare delle zanne di Platybelodon indica che questo animale sopportava maggiori carichi e maggiore abrasione rispetto a Protanancus (Wang et al., 2015).